# Félicien Bait
Félicien Bait, né le 7 mai 1942 à Pointe-à-Pitre, est un joueur de football français. Il évoluait au poste d'attaquant.

## Carrière
Formé au Red Star de Pointe à Pitre, Félicien Bait rejoint l'Olympique de Marseille en 1964, disputant deux matchs en deuxième division française. 
Il rejoint ensuite le RCP Fontainebleau en 1965, renommé Entente BFN en 1966 ; il y évoluera cinq saisons en troisième division. Il s'engage avec l'AS Béziers en 1970, où il joue 46 matchs de deuxième division, marquant 8 buts.
Il met un terme à sa carrière en 1974.

## Statistiques
Au cours de sa carrière, Félicien Bait dispute 48 matchs en Division 2 (pour 8 buts).